# Хусни, Али
Али Хусни (Хосни) Фейсал (англ. Ali Husni Faisal; 23 мая 1994, Басра) — иракский футболист, левый полузащитник клуба «Аль-Кува» и сборной Ирака.

## Клубная карьера
Воспитанник клуба «Аль-Минаа» из своего родного города, тренировался под руководством Мохаммеда Абдул-Хуссейна. В 2012 году стал победителем и лучшим игроком чемпионата Ирака среди футбольных школ, в финале команда Басры со счётом 5:1 победила молодёжную команду багдадского «Аль-Карха».
В 2012 году футболист начал взрослую карьеру в составе «Эль-Мина» в чемпионате Ирака. Летом 2016 года вместе с товарищами по сборной страны Али Фаезом и Дургамом Исмаилом перешёл в турецкий «Ризеспор» и подписал 5-летний контракт с клубом.

## Карьера в сборной
В 2016 году в составе молодёжной (U23) сборной Ирака участвовал в молодёжном чемпионате Азии и стал его бронзовым призёром, на турнире сыграл в пяти матчах и забил два гола. За сборные более младших возрастов не выступал.
В национальной сборной Ирака дебютировал 21 февраля 2014 года в игре против Северной Кореи, вышел на замену на 83-й минуте вместо Дургама Исмаила. Был в составе сборной на Кубке Азии-2015, но на поле не выходил. Первый гол за сборную забил 3 сентября 2015 года в игре против Тайваня.